# محمد جميل المياحي
محمد جميل المياحي أو محمد جميل عودة الغرباوي (ولد 1983 م) محافظ محافظة واسط.

## ولادته وتحصيله
وُلد في العراق في محافظة واسط في قضاء الحي، عام 1983، لأسرة شيعية. بدأ مشواره الدراسي في مدرسة ابن جبير الابتدائية. وأكمل المتوسطة في مدرسة الخلفاء في نفس المحافظة، والإعدادية في إعدادية سعيد بن جبير.
ثم التحق بكلية العلوم السياسية في جامعة بغداد، وكان من المتميزين فيها ثم نال (ماجستير) في العلوم السياسية عن رسالته (الدولة العادلة في الفكر السياسي) من جامعة بغداد 2014. ثم شهادة (دكتوراه) في العلوم السياسية من جامعة بغداد، عن أطروحته الموسومة (الإسهامات السياسية في فكر سماحة السيد علي السيستاني) عام 2018.
حاز على كثير من الشهادات المحلِّية والدَّولية في التخطيط الإستراتيجي، وإدارة المشاريع، وإدارة الموارد البشرية.

## وظائفه وعمله
عمل أستاذًا في كلِّية العلوم السياسية، وكاتبًا ومحلِّلًا سياسيًّا. ونشر عشرات المقالات والبحوث السياسية والعلمية منذ عام 2004.

### عمله السياسي
كان عضوًا في تيار الحكمة الوطني بمحافظة واسط في العراق. ولكنه استقال عام 2019 ليعمل مستقلًّا. 
أسس تجمُّع أهالي واسط المستقل، وشارك في انتخابات عام 2021، وحصل على نائبين في البرلمان العراقي. 
انتخبه مجلس محافظة واسط محافظًا، في جلسته في 13 نوفمبر 2018، خلَفًا للمستقيل محمود عبد الرضا طلال الذي فاز بعضوية البرلمان في دورته الحالية.